# Краснопрудский
Краснопрудский — поселок в Чернском районе Тульской области в составе Тургеневского сельского поселения.

## География
Находится в юго-западной части Тульской области на расстоянии приблизительно 7 км на юго-запад по прямой от поселка Чернь, административного центра района.

## История
В 1926 году здесь было учтено 15 дворов, в конце 1930-х годов — 13.

## Население
Постоянное население составляло 80 человек (1826 год), 0 в 2002 году, 2 в 2010.